# 永遠
永遠（とわ、えいえん）とは、物事の変化を認識するための概念である時間に対し、変化しないものの概念であり、常に移ろい過ぎ去っていく時間に対し、不変のものを言う。また、時間が有限であるのに対し、永遠であるということは無限、無期限であるということでもある。
有形、無形を問わずそれが何時の時点から存在するかを推し量れない過去から有る、元元・本来ある、またはある時点から存在している、いずれであってもそれらが過去から現在に、さらに際限のない未来へと不変の状態や形式で無限に存在し続けること。
芸術や哲学、宗教にとって、重要なテーマである。

## 慣用句
「永遠の＊＊」は、その人にとっての理想像を表す。